# Норд (Каліфорнія)
Норд (англ. Nord) — переписна місцевість (CDP) в США, в окрузі Б'ютт штату Каліфорнія. Населення — 286 осіб (2020).

## Географія
Норд розташований за координатами 39°46′26″ пн. ш. 121°57′18″ зх. д. / 39.77389° пн. ш. 121.95500° зх. д. (39.773788, -121.954906).  За даними Бюро перепису населення США в 2010 році переписна місцевість мала площу 5,45 км², уся площа — суходіл.

## Демографія
Згідно з переписом 2010 року, у переписній місцевості мешкало 320 осіб у 104 домогосподарствах у складі 76 родин. Густота населення становила 59 осіб/км².  Було 108 помешкань (20/км²).
Расовий склад населення:
| - 72,8 % — білих - 5,0 % — азіатів - 1,9 % — корінних американців - 0,3 % — чорних або афроамериканців - 15,0 % — осіб інших рас |

До двох чи більше рас належало 5,0 %. Частка іспаномовних становила 38,1 % від усіх жителів.
За віковим діапазоном населення розподілялося таким чином: 25,9 % — особи молодші 18 років, 66,0 % — особи у віці 18—64 років, 8,1 % — особи у віці 65 років та старші. Медіана віку мешканця становила 36,5 року. На 100 осіб жіночої статі у переписній місцевості припадало 117,7 чоловіків;  на 100 жінок у віці від 18 років та старших — 115,5 чоловіків також старших 18 років.
Цивільне працевлаштоване населення становило 161 осіб. Основні галузі зайнятості: сільське господарство, лісництво, риболовля — 40,4 %, освіта, охорона здоров'я та соціальна допомога — 28,0 %, транспорт — 14,9 %, роздрібна торгівля — 8,7 %.